# Howard Cosell
Howard William Cosell (Winston-Salem, 25 marzo 1918 – New York, 23 aprile 1995) è stato un giornalista, telecronista sportivo, conduttore televisivo e avvocato statunitense.
Molto popolare come telecronista sportivo della televisione americana ABC, specialmente nel pugilato, ha partecipato nel ruolo di se stesso nel film Il dittatore dello stato libero di Bananas di Woody Allen. Furono molto divertenti i battibecchi tra di lui e Muhammad Ali, che spesso lo prendeva in giro per via del suo molto evidente parrucchino. L'8 dicembre 1980 diede in diretta la notizia dell'omicidio di John Lennon.

## Biografia

### Inizi
Cosell nacque a Winston-Salem, Carolina del Nord, da Isidore Cohen e Nellie (Rosenthal) Cohen. Nipote di un rabbino, crebbe nel quartiere di Brooklyn a New York, in una famiglia di religione ebraica. Dopo essersi laureato in letteratura alla New York University, passò a frequentare la New York University School of Law, dove si laureò in Legge.
Il cognome del nonno di Cosell era stato cambiato dall'ufficio immigrazione quando l'uomo era arrivato negli Stati Uniti. Howard Cosell disse di aver a sua volta cambiato il cognome da "Cohen" a "Cosell" mentre studiava legge, in onore alle origini polacche del vero cognome di famiglia del padre e del nonno.

### Esercito
Nel 1941 Cosell entrò nella New York State Bar Association (NYSBA), ma quando gli Stati Uniti entrarono in guerra nella seconda guerra mondiale, egli si arruolò nel Corpo dei Trasporti dell'esercito statunitense, dove venne promosso al grado di Maggiore. Durante questo periodo di leva, nel 1944 sposò Mary Edith Abrams. Si congedò dalle armi nel 1945.

### Carriera
Alla fine della guerra, iniziò ad esercitare come avvocato a Manhattan. Tra i suoi clienti figuravano numerosi attori ed atleti, incluso Willie Mays. Nello stesso periodo svolse anche la funzione di rappresentante legale della Little League Baseball di New York, e nel 1953 un dirigente della ABC Radio gli chiese di condurre uno show radiofonico sulla rete WABC, dedicato ai partecipanti alla Little League. Lo show segnò l'inizio della relazione professionale di Cosell con WABC e ABC Radio che sarebbe proseguita lungo l'arco di tutta la sua carriera.
Cosell condusse la trasmissione sulla Little League per tre anni, senza ricevere compenso, e poi decise di abbandonare la carriera di avvocato per dedicarsi a tempo pieno alla professione di cronista sportivo. Contattò Robert Pauley, presidente della ABC Radio, con la proposta di uno show settimanale. Pauley gli disse che il network non poteva prendersi il rischio di promuovere un talento ancora sconosciuto, ma gli promise che lo avrebbe mandato in onda se si fosse trovato uno sponsor. Con grande sorpresa di Pauley, Cosell riuscì nell'intento presentandosi con un'azienda di vestiti di proprietà di un parente come sponsor, e così nacque Speaking of Sports.
La trasmissione riscosse ampi consensi, e grazie al successo della stessa la popolarità di Cosell aumentò considerevolmente. Egli divenne cronista anche per altre radio, per poi passare alla televisione come telecronista sportivo sul canale WABC-TV di New York, dove rimase dal 1961 al 1974. In questo periodo iniziò ad estendere il proprio commento al di fuori dello sport, parlando anche di altri argomenti in uno show radiofonico intitolato Speaking of Everything.

#### Muhammad Ali
Cosell divenne veramente famoso negli Stati Uniti grazie alle sue telecronache degli incontri di pugilato di Muhammad Ali, iniziate quando ancora egli si faceva chiamare Cassius Clay. Nonostante le ovvie differenze di carattere, i due sembravano avere un'affinità l'uno verso l'altro, e si completavano a vicenda nelle trasmissioni dando spesso vita a siparietti divertenti. Cosell fu uno dei primi telecronisti a riferirsi al pugile con il nome di "Muhammad Ali", da lui scelto dopo la conversione all'Islam, e supportò la sua scelta di renitenza alla leva durante la guerra del Vietnam. Inoltre approvò pubblicamente il gesto degli atleti olimpionici afroamericani John Carlos e Tommie Smith che alzarono il pugno in segno di protesta contro la discriminazione razziale negli Stati Uniti d'America durante la cerimonia di premiazione ai Giochi olimpici del 1968. In un'epoca nella quale molti giornalisti sportivi evitavano accuratamente di toccare temi sociali delicati quali il razzismo, o altre materie controverse, cercando di mantenersi neutrali il più possibile, Cosell si costruì invece una reputazione di "giornalista schietto" utilizzando spesso la sua frase tormentone: «I'm just telling it like it is» ("Dico solo le cose come stanno").
Durante la sua carriera di telecronista sportivo, ebbe frequenti dissidi con altri colleghi, tra i più noti quelli con Dick Young, editorialista del New York Daily News, che raramente perdeva l'occasione di denigrarlo. Il giornalista sportivo Jimmy Cannon riferendosi a Cosell, scrisse: «questo è un tizio che si è cambiato il nome, porta il parrucchino, e poi cerca di convincere il mondo che "dice le cose come stanno"».

#### Monday Night Football
Nel 1970, il produttore esecutivo della ABC Roone Arledge assunse Cosell come commentatore tv del programma Monday Night Football, dove per la prima volta in quindici anni le partite di football americano sarebbero state trasmesse in diretta ogni settimana. Nelle telecronache, Cosell era affiancato dagli ex giocatori di football Frank Gifford e "Dandy" Don Meredith.
Il trio Cosell-Meredith-Gifford rese Monday Night Football un grande successo; il programma fu svariate volte il più visto della settimana secondo gli indici Nielsen. L'inimitabile stile di Cosell distinse la trasmissione dai precedenti programmi sportivi, sconfinando spesso nella comicità o degenerando in vere e proprie liti su questioni sportive.

#### Olimpiadi
Per la rete ABC, Cosell commentò diverse edizioni dei Giochi olimpici. Svolse un ruolo chiave nel resoconto dell'attacco terroristico da parte di un commando di terroristi palestinesi di Settembre Nero che trucidarono undici atleti israeliani a Monaco 1972; fornendo report giornalieri direttamente dal villaggio olimpico. Alle olimpiadi di Montreal 1976 e Los Angeles 1984, fu il commentatore statunitense principale per gli incontri di boxe.

#### "Il Bronx sta bruciando"
A Cosell viene attribuita l'espressione: «The Bronx is burning» ("Il Bronx sta bruciando"), frase presumibilmente pronunciata durante il secondo Game delle World Series del 1977 che vedeva contrapposti i New York Yankees ai Los Angeles Dodgers. Tale esclamazione si riferisce ai numerosi incendi dolosi causati dal collasso economico totale, che sconvolsero il quartiere del Bronx durante gli anni settanta, e divenne emblematica del periodo. Durante la partita, mentre le telecamere dell'ABC inquadravano un elicottero che sorvolava lo Yankee Stadium, fu ben visibile un grosso incendio scoppiato nei pressi del parco Joyce Kilmer nel South Bronx, e quindi Cosell avrebbe esclamato: «There it is, ladies and gentlemen, the Bronx is burning» ("È così, signore e signori, il Bronx sta bruciando").
Ultimamente la veridicità dell'episodio è stata messa in dubbio da alcuni esperti in quanto non esisterebbe traccia del fatto nelle registrazioni originali della trasmissione dell'epoca.

#### Annuncio della morte di John Lennon
La sera dell'8 dicembre 1980, nel corso del programma Monday Night Football durante una partita di football americano tra Miami Dolphins e New England Patriots, Cosell diede in diretta la notizia dell'assassinio di John Lennon interrompendo la telecronaca della partita. La notizia era stata data a Cosell e Frank Gifford da Roone Arledge, all'epoca presidente della divisione notizie e sport della ABC, verso la fine del match:
(Howard Cosell)
In realtà Lennon era stato colpito da quattro colpi di pistola e non era stato dichiarato morto all'arrivo, ma le dinamiche dell'omicidio non erano ancora ben chiare al momento dell'annuncio.
La ABC era riuscita ad ottenere questo scoop grazie alla fortuita presenza di Alan Weiss, giornalista della ABC, nel pronto soccorso dell'ospedale dove era stato trasportato Lennon quella sera.

#### ABC SportsBeat
Alla fine del 1981, Cosell andò in onda sulla ABC per la prima volta con il programma settimanale SportsBeat della durata di trenta minuti a puntata. Nella trasmissione egli leggeva notizie sportive e commentava i fatti del momento inerenti al mondo dello sport - inclusi casi di doping, evasione delle tasse da parte di dirigenti NFL, scandali sulle gare d'appalto truccate per la costruzione degli stadi, e insieme a Arthur Ashe, svolse un'inchiesta sull'apartheid nello sport. Anche se gli indici di ascolto furono sempre abbastanza bassi, Cosell e il suo staff vinsero tre Emmy Awards, e gettarono le basi per un nuovo modo di intendere il giornalismo sportivo.

#### Critica della boxe
Il 26 novembre 1982, durante il match tra Larry Holmes e il palesemente inferiore Randall "Tex" Cobb disputatosi all'Astrodome di Houston, Texas, Cosell criticò aspramente il mondo del pugilato professionistico. Il combattimento si tenne due settimane dopo il tragico match tra Ray Mancini e Kim Duk Koo, e Cosell, in tono polemico, si fece la seguente domanda retorica in diretta: «Mi chiedo se l'arbitro [Steve Crosson] si rende conto che sta contribuendo ad uno spot per l'abolizione dello sport del quale fa parte». Cosell, inorridito dalla brutalità del match a senso unico, disse che se l'arbitro non avesse fermato il combattimento, egli non avrebbe mai più commentato un match di boxe. La critica e l'abbandono della boxe da parte di Cosell coincisero con la fine della carriera di Muhammad Ali.
Le telecronache degli incontri di pugilato alle Olimpiadi del 1984 a Los Angeles furono le ultime di Cosell in questo sport.

### Carriera successiva, riconoscimenti, e morte
Nel 1985 pubblicò la sua autobiografia, intitolata I Never Played the Game, che conteneva critiche e varie polemiche verso il mondo del giornalismo sportivo. A seguito della pubblicazione del libro, gli annunciati impegni di Cosell come commentatore delle annuali World Series di baseball furono revocati, e poco tempo dopo egli venne licenziato dalla ABC. Nel 1993, venne introdotto nella International Jewish Sports Hall of Fame. L'anno seguente, nel 1994, fu la volta dell'ammissione alla Television Hall of Fame. Nel 1995 ricevette l'Arthur Ashe Courage Award. Quando la moglie Mary Edith Abrams Cosell, con la quale era sposato da 46 anni, morì a causa di un infarto nel 1990, Cosell iniziò a diradare le apparizioni in pubblico e la sua salute cominciò a peggiorare. Nel 1991 gli venne diagnosticato un cancro alla gola, e fu sottoposto ad intervento chirurgico per la rimozione di un altro tumore nel petto. Ebbe svariati infarti, e successivamente gli venne diagnosticata la malattia di Parkinson.
Cosell morì in ospedale a Manhattan il 23 aprile 1995, all'età di 77 anni, a causa di un'embolia cardiaca.